# Río Rur
El río Rur (en francés y neerlandés: Roer; no confundir con el Ruhr) es un afluente del río Mosa que discurre por Bélgica, Alemania y los Países Bajos, con una longitud de 164,5 km y una cuenca de 2.360 km². Nace en el parque natural de Hautes Fagnes cerca de Sourbrodt en Bélgica, a una altitud de unos 660 metros sobre el nivel del mar. 
Sus principales afluentes son los ríos Ellebach, Inde, Kall,  Malefinkbach,  Merzbach, Wurm,  Olef y  Urft.

## Localidades ribereñas
- Bélgica:

- Weismes
- Bütgenbach

- Alemania:

- Monschau
- Simmerath  (allí desemboca el río Urft)
- Heimbach
- Nideggen
- Kreuzau
- Düren
- Jülich (allí desemboca el río Inde)
- Linnich
- Hückelhoven
- Heinsberg (allí desemboca el río Wurm)
- Wassenberg

- Países Bajos:

- Roerdalen
- Roermond

- Datos: Q152331
- Multimedia: Rur / Q152331